# Festuca vulpioides
Festuca vulpioides är en gräsart som beskrevs av Ernst Gottlieb von Steudel. Festuca vulpioides ingår i släktet svinglar, och familjen gräs. Inga underarter finns listade i Catalogue of Life.